# شروره
شهر شروره (به عربی: شروره) در استان نجران در کشور عربستان واقع شده‌است. جمعیت این شهر ۶۵٫۱۸۵ نفر است. ساكنان آن قبيلت صيعر